# 코리나 로런스
코리나 돈 로런스(영어: Corinna Dawn Lawrence, 1990년 6월 25일 ~ )는 영국의 펜싱 선수로 주 종목은 에페이다.
로런스는 2011년 영국 올림픽 협회에 의해 펜싱 부문 올해의 선수로 선정되었다. 2012년 하계 올림픽에서 여자 에페 개인전에 출전하였으나, 32강에서 탈락하였다.